# بخش شارلوویل-مزیئر
بخش شارلوویل-مزیئر (به فرانسوی: Arrondissement de Charleville-Mézières) یک بخش در فرانسه است که در آردن واقع شده‌است.